# Tống Ai công
Tống Ai công (chữ Hán: 宋哀公; trị vì: 800 TCN), là vị vua thứ 10 của nước Tống – chư hầu nhà Chu trong lịch sử Trung Quốc.
Tống Ai công là con của Tống Huệ công – vua thứ 9 nước Tống. Năm 800 TCN, Huệ công mất, Ai công lên nối ngôi.
Nhưng chỉ được vài tháng, Tống Ai công qua đời. Ông làm vua chưa được 1 năm. Con ông là Tống Đái công lên nối ngôi.